# نادي دياموند ستارز
نادي دياموند ستارز لكرة القدم هو نادي كرة قدم من سيراليون.

## الإنجازات
- دوري سيراليون الوطني الممتاز: 1

2012.
- كأس سيراليون: 2

1992. 2012

## المشاركة في البطولات الأفريقية
- كأس الاتحاد الأفريقي للأندية: مشاركة واحدة

1994 - انسحب في ربع النهائي
- كأس إفريقيا للأندية أبطال الكؤوس: 2 مشاركتان

1989 - الدور الأول
1993 - الدور التمهيدي

## روابط خارجية
- صفحة الفريق - leballonrond.fr